# كلارنس ديفيس
كلارنس ديفيس (بالإنجليزية: Clarence Davis)‏ هو لاعب كرة قدم أمريكية أمريكي، ولد في 28 يونيو 1949 في برمنغهام في الولايات المتحدة.

## وصلات خارجية
- كلارنس ديفيس على موقع مرجع كرة القدم المحترفة.كوم (الإنجليزية)